# یوزیبلی (آلاسکا)
یوزیبلی (به انگلیسی: Usibelli) یک منطقهٔ مسکونی در ایالات متحده آمریکا است که در Denali Borough واقع شده‌است. یوزیبلی ۵۰۴٫۱۵ متر بالاتر از سطح دریا واقع شده‌است.